# Agraecia ornata
Agraecia ornata är en insektsart som beskrevs av Heinrich Hugo Karny 1907. Agraecia ornata ingår i släktet Agraecia och familjen vårtbitare. Inga underarter finns listade i Catalogue of Life.